# Park Kyung-ho
Park Kyung-ho (kor. 박경호; ur. 9 marca 1963) – południowokoreański judoka. Olimpijczyk z Los Angeles 1984, gdzie zajął dziesiąte miejsce w wadze średniej.
Odpadł w pierwszej rundzie na mistrzostwach świata w 1985. Triumfator igrzysk azjatyckich w 1986. Srebrny medalista mistrzostwa Azji w 1988 roku.

## Letnie Igrzyska Olimpijskie 1984
| Konkurencja | Rundy eliminacyjne        | Rundy eliminacyjne   | Rundy eliminacyjne  | Klas. końcowa |
| Konkurencja | Przeciwnik I              | Przeciwnik II        | Przeciwnik III      | Miejsce       |
| ----------- | ------------------------- | -------------------- | ------------------- | ------------- |
| 86 kg       | Andrew Richardson (AUS) Z | Bill Vincent (NZL) Z | Fabien Canu (FRA) P | 10.           |